# Guelb
Un guelb (literalmente «corazón» en lengua vernácula) es un relieve de tipo inselberg —pequeña colina, montículo o colina aislado en medio de una llanura— llamado así en una buena parte del Sahara, especialmente en Mauritania, Sáhara Occidental y Túnez.
Se trata de una «cima aislada por encima de un plano» o un «afloramiento rocoso a menudo aislado» o una «alta duna apuntada con vista a un erg».
El gleib («pequeño corazón») es un pequeño guelb.
Los guelbs a menudo han demostrado ser ricos en minerales, en especial hierro —explotaciones en Guelb el-Rhein, M'Haoudat y Guelb el-Aouj, llevadas a cabo por la Sociedad Nacional Industrial y Minera de Mauritania y Sphere Investments— y cobre —en Guelb Moghrein—.